# Вулиця Володимира Великого (Тернопіль)
Вулиця Володимира Великого — вулиця в житловому масиві «Аляска» міста Тернополя. Названа на честь великого князя київського Володимира Великого.

## Відомості
Розпочинається на кільцевій розв'язці вулиць Генерала Мирона Тарнавського та Василя Симоненка, пролягає на північний захід до вулиці Текстильної, де і закінчується. Вулиця забудована багатоповерхівками.

## Дотичні вулиці
Лівобічні: Овочева, Яреми
Правобічні: Леся Курбаса

## Транспорт
На вулиці розташована зупинка громадського транспорту, до якої курсують автобусні маршрути №18, 19, 22, 22А, 35 та тролейбуси №3, 8.

## Комерція
- ТЦ «Аляска» (Володимира Великого, 7)

## Релігія
- Церква Святого Апостола Петра (Володимира Великого, 2)